# Sölve Cederstrand
Hans Sölve Cederstrand, född 16 juli 1900 i Stockholm, död 28 december 1954 i Hedvig Eleonora församling i Stockholm, var en svensk journalist, manusförfattare och filmregissör. 
Cederstrand började som recensent och utgivare av tidskriften Filmvärlden, sedermera Filmjournalen. Han regidebuterade 1920 med Ett ödesdigert inkognito. Första filmmanuset Trollebokungen kom 1924 och han kom att producera drygt 50 filmmanus.
Sölve Cederstrand var son till entreprenören för Stockholms stads gatuanläggningar Frans Cederstrand (1859–1914) och kompositören Ebba Cederstrand, född Björklund (1865–1946). Från 1929 var han gift med Ingeborg Olsson (1902–1992). Makarna Cederstrand är begravda på Örja kyrkogård.

## Filmografi

### Regi i urval
- 1920 – Ett ödesdigert inkognito
- 1931 – En kärleksnatt vid Öresund
- 1934 – Kungliga Johansson
- 1935 – Tjocka släkten
- 1935 – Flickor på fabrik
- 1944 – 83:an i lumpen
- 1949 – Bohus Bataljon
- 1953 – Folket i fält

### Manus
- 1924 – Trollebokungen
- 1925 – Styrman Karlssons flammor (film, 1925)
- 1925 – Skeppargatan 40
- 1926 – Hon, Han och Andersson
- 1927 – Spökbaronen
- 1928 – Svarte Rudolf
- 1929 – Konstgjorda Svensson
- 1930 – Kronans kavaljerer
- 1930 – Ulla, min Ulla
- 1931 – Skepp ohoj!
- 1931 – Röda dagen
- 1931 – Trötte Teodor
- 1931 – Brokiga Blad
- 1932 – Vi som går köksvägen
- 1932 – Värmlänningarna
- 1932 – Sten Stensson Stéen från Eslöv på nya äventyr
- 1933 – Vi som går kjøkkenveien
- 1933 – En melodi om våren
- 1934 – Anderssonskans Kalle
- 1934 – Fasters millioner
- 1934 – Hon eller ingen
- 1934 – Kungliga Johansson
- 1935 – Under falsk flagg
- 1935 – Tjocka släkten
- 1935 – Skärgårdsflirt
- 1935 – Flickor på fabrik
- 1937 – Bergslagsfolk
- 1938 – Kustens glada kavaljerer
- 1938 – Sjöcharmörer
- 1939 – Frun tillhanda
- 1941 – Landstormens lilla argbigga
- 1941 – Hemtrevnad i kasern
- 1945 – Sussie
- 1946 – Kvinnor i väntrum
- 1947 – Här kommer vi
- 1949 – Bohus Bataljon
- 1949 – Skolka skolan
- 1950 – Frökens första barn
- 1950 – När Bengt och Anders bytte hustrur
- 1950 – Min syster och jag
- 1951 – Puck heter jag
- 1952 – Klasskamrater
- 1953 – Folket i fält
- 1954 – Östermans testamente
- 1954 – Dans på rosor
- 1955 – Älskling på vågen
- 1956 – Rätten att älska